# Miss Illinois USA

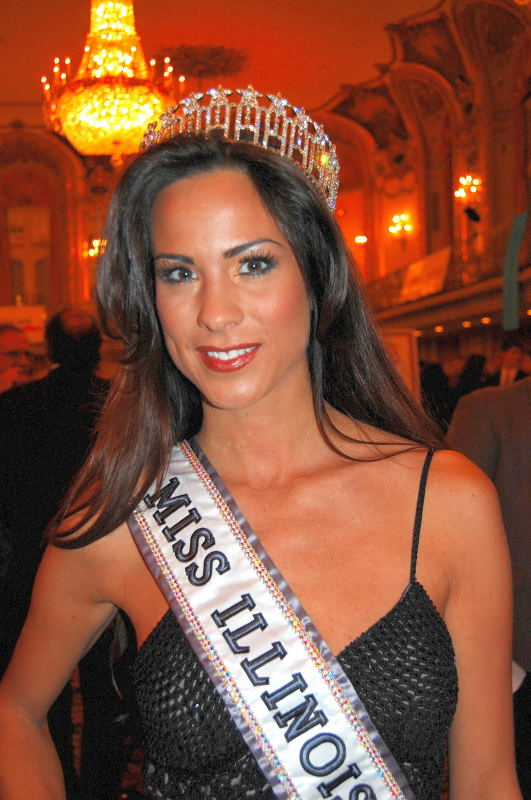
Shanon Lersch, Miss Illinois USA 2008

O concurso Miss Illinois USA é a etapa do Estado do Illinois para o concurso Miss USA.
O Illinois é um dos Estados mais bem-sucedidos no certame. É um dos únicos quatro Estados a vencer quatro ou mais títulos de Miss USA e um dos únicos três Estados a vencer duas edições consecutivas do Miss USA em anos consecutivos. Todas as quatro vencedoras saíram dos primórdios da competição e sua última Miss USA foi Karen Morrison, que levou a coroa em 1974. Os melhores anos do concurso foram de 1984 a 1996, quando duas das candidatas que se classificaram ficaram entre as finalistas. Esse período foi seguido de uma longa abstinência de classificações, quebrada em 2005, quando Jill Gulseth ficou em quarto lugar, a melhor classificação do Estado desde 1995.
Em 1986, as irmãs Tricia e Laura Bach venceram o título consecutivamente, a primeira ocasião na história da organização do Miss Universo. Mais tarde, em 1994, Kathleen Farrell, irmã da Miss Florida USA 1988 venceu o título, fazendo do concurso estadual o primeiro a ter duas irmãs competindo no Miss USA.

## Sumário de resultados

### Classificações
- Miss USA: Myrna Hansen (1953), Marite Ozers (1963), Amanda Jones (1973), Karen Morrison (1974)
- 3ªs colocadas: Laura Bach (1985), Nichole Holmes (1995), Stacie Juris (2013)
- 4ªs colocadas: June Pickney (1958), Debra Niego (1979), Jill Gulseth (2005)
- 5ªs colocadas: Celeste Ravel (1954)
- Top 5: Whitney Wandland (2017)
- Top 6: Lisa Morgan (1991)
- Top 10: LaVonne Misselle (1984), Tricia Bach (1986), Joan Berge (1987), Gina Zordani (1988), Kelly Holub (1989), Bernadette Przybycien (1996)
- Top 12: Kathy Schmalen (1976), Carla Myers (1990), Kathleen Farrell (1994)
- Top 15: Dianne Daniggelis (1955), Marianne Gaba (1957), Jean Donnelly (1962), Beverly Lacek (1967), Catherine Warren (2006), Renee Wronecki (2015)

### Premiações Especiais
- Miss Fotogenia: Elizabeth Curran (1977), Nichole Holmes (1995)
- Melhor Traje Típico Estadual: Kelly Holub (1989)

## Vencedoras
| Ano  | Nome                  | Cidade            | Idade1 | Classificação no Miss USA | Premiações Especiais no Miss USA | Notas |
| ---- | --------------------- | ----------------- | ------ | ------------------------- | -------------------------------- | --- |
| 2020 | Olivia Pura           | Deer Park         | 21     |                           |                                  | |
| 2019 | Alexandra Plotz       | Geneva            | 23     |                           |                                  | |
| 2018 | Karolina Jasko        | Chicago           | 19     |                           |                                  | |
| 2017 | Whitney Wandland      | Chicago           | 24     | Finalista                 |                                  | |
| 2016 | Zena Malak            | Carol Stream      | 23     |                           |                                  | Foi Miss Illinois Galaxy 2011 |
| 2015 | Renee Wronecki        | Burbank           | 22     | Top 15                    |                                  | |
| 2014 | Lexi Atkins           | Champaign         | 21     |                           |                                  | Foi Miss Illinois Teen USA 2010 e 2ª colocada no Miss Teen USA 2010                                                                                       |
| 2013 | Stacie Juris          | Tinley Park       | 22     | 3ª colocada               |                                  | Foi Miss Illinois Teen USA 2009 |
| 2012 | Ashley Hooks          | Flossmoor         | 25     |                           |                                  | |
| 2011 | Angela Sparrow        | Chicago           | 25     |                           |                                  | |
| 2010 | Ashley Bradarich      | Homer Glen        | 23     |                           |                                  | |
| 2009 | Ashley Bond           | Oswego            | 24     |                           |                                  | Chicago Bulls Luvabull' |
| 2008 | Shanon Lersch         | Chicago           | 25     |                           |                                  | Chicago Bulls Luvabull |
| 2007 | Mia Heaston           | Chicago           | 25     |                           |                                  | |
| 2006 | Catherine Warren      | Lake Forest       | 23     | Top 15                    |                                  | Competidora em The Bachelor: Officer and a Gentleman |
| 2005 | Jill Gulseth          | Geneva            | 21     | 4ª colocada               |                                  | |
| 2004 | Molly Graham          | Montgomery        | 24     |                           |                                  | |
| 2003 | Agnieszka Zakreta     | Rolling Meadows   | 24     |                           |                                  | Miss Turismo Internacional 1999 como Miss Polônia |
| 2002 | Amanda Reynolds       | Marion            | 23     |                           |                                  | Competidora no National Sweetheart 2001 |
| 2001 | Rebecca Ambrosi       | Chicago           | 24     |                           |                                  | |
| 2000 | Constance Stoetzer    | Abingdon          | 26     |                           |                                  | |
| 1999 | Christina Lam         |                   | 19     |                           |                                  | Mais tarde foi Mrs. Tennessee America 2007 e segunda colocada no Mrs. America 2007 sob o nome de casada, Christina Ryan.                                  |
| 1998 | Mandy Lane            |                   | 21     |                           |                                  | |
| 1997 | Jennifer Celenas      | Chicago           | 21     |                           |                                  | |
| 1996 | Bernadette Przybycien |                   | 24     | Semi-finalista            |                                  | |
| 1995 | Nicole Holmes         | Marion            | 21     | 3ª colocada               | Miss Fotogenia                   | |
| 1994 | Kathleen Farrell      | Chicago           | 23     | Semi-finalista            |                                  | Miss Illinois 1992 (Não-finalista na premiação de talentos do Miss America 1993), Irmã da Miss Florida USA 1988, que foi quarta colocada no Miss USA 1988 |
| 1993 | Susie Park            | Chicago           | 21     |                           |                                  | |
| 1992 | Leilani Magnussen     |                   | 21     |                           |                                  | |
| 1991 | Lisa Morgan           |                   | 20     | Finalista                 |                                  | |
| 1990 | Carla Myers           |                   | 24     | Semi-finalista            |                                  | |
| 1989 | Kelly Holub           | Buffalo Grove     | 21     | Semi-finalista            | Melhor Traje Típico              | |
| 1988 | Gina Zordani          | Palos Heights     | 23     | Semi-finalista            |                                  | |
| 1987 | Joan Berge            | Arlington Heights | 21     | Semi-finalista            |                                  | |
| 1986 | Tricia Bach           | Elmhurst          | 22     | Semi-finalista            |                                  | Miss Teen All American 1983, sister of Miss Illinois USA 1985                                                                                             |
| 1985 | Laura Bach            | Elmhurst          | 23     | 3ª colocada               |                                  | 2ª colocada no Miss Oktoberfest 1986, irmã da Miss Illinois USA 1986                                                                                      |
| 1984 | LaVonne Misselle      | Chicago           | 19     | Semi-finalista            |                                  | |
| 1983 | Vanessa Romine        | Rockford          |        |                           |                                  | |
| 1982 | Carla Danielson       | Chicago           |        |                           |                                  | |
| 1981 | Leslie Renfrow        | Chicago           |        |                           |                                  | 5ª colocada no Miss Oktoberfest 1980 |
| 1980 | Karen Groat           | Princeton         | 18     |                           |                                  | |
| 1979 | Debra Ann Niego       | Oak Lawn          |        | 4ª colocada               |                                  | Miss Oktoberfest 1979 |
| 1978 | Suzanne Piche         | Lombard           |        |                           |                                  | |
| 1977 | Elizabeth Curran      | Park Ridge        |        |                           | Miss Fotogenia                   | |
| 1976 | Kathy Schmalen        | Oak Lawn          |        | Semi-finalista            |                                  | |
| 1975 | Connie Reif           | Wheeling          |        |                           |                                  | |
| 1974 | Karen Morrison        | St. Charles       |        | Vencedora                 |                                  | semifinalista no Miss Universo 1974 |
| 1973 | Amanda Jones          | Evanston          |        | Winner                    |                                  | 2ª colocada no Miss Universo 1973 |
| 1972 | Jani Hall             |                   |        |                           |                                  | |
| 1971 | Paulette Breen        |                   |        |                           |                                  | |
| 1970 | Carol Pepoon          |                   |        |                           |                                  | |
| 1969 | Christine Jalloway    |                   |        |                           |                                  | |
| 1968 | Sandra Wolsfeld       |                   |        |                           |                                  | Miss World USA 1970, semifinalista no Miss Mundo 1970 |
| 1967 | Beverly Lacek         |                   |        | Semi-finalista            |                                  | |
| 1966 | Cheryl Setser         | Woodstock         | 18     |                           |                                  | |
| 1965 | Diane Gortz           |                   |        |                           |                                  | |
| 1964 | Karen Wiesbrook       |                   |        |                           |                                  | |
| 1963 | Marite Ozers          | Kirkland          |        | Vencedora                 |                                  | semifinalista no Miss Universo 1963, representou Chicago, IL no Miss World USA 1962, sem obter classificação.                                             |
| 1962 | Jean Donnelly         |                   |        | Semi-finalista            |                                  | |
| 1961 | Dianne Duffey         |                   |        |                           |                                  | |
| 1960 | Pat Thompson          |                   |        |                           |                                  | |
| 1959 | Arlene Kaye           |                   |        |                           |                                  | |
| 1958 | June Pickney          |                   |        | 4ª colocada               |                                  | |
| 1957 | Marianne Gaba         | Chicago           |        | Semi-finalista            |                                  | Playmate de setembro de 1959 |
| 1956 | Mickey Blair          |                   |        |                           |                                  | |
| 1955 | Dianne Daniggelis     |                   |        | Semi-finalista            |                                  | |
| 1954 | Celeste Ravel         |                   |        | 5ª colocada               |                                  | |
| 1953 | Myrna Hansen          | Chicago           |        | Vencedora                 |                                  | 2ª colocada no Miss Universo 1953 |
| 1952 | Sherri Matulis        |                   |        |                           |                                  | |

1 Idade à época do concurso Miss USA